# Клины (урочище)

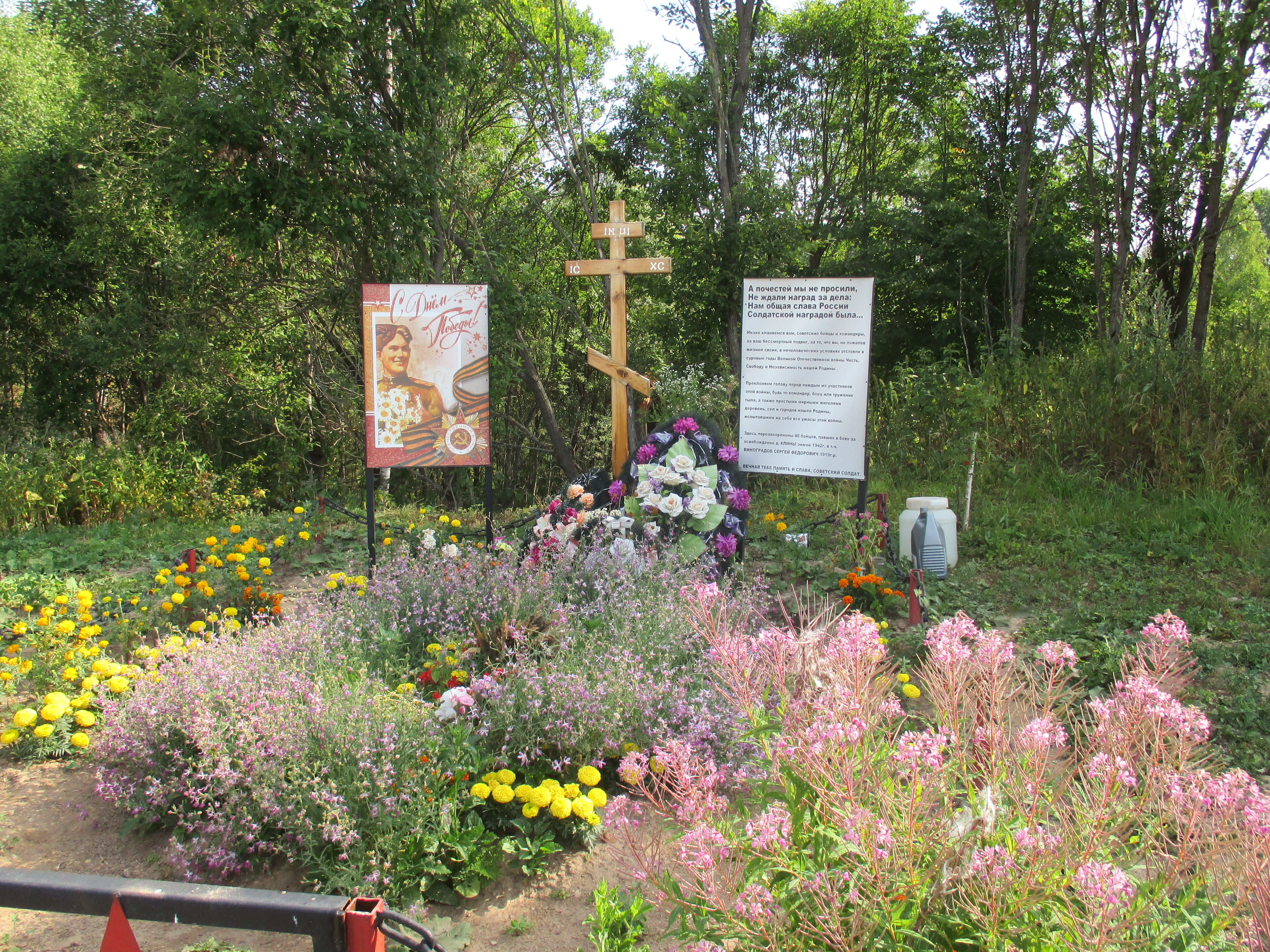
Братская могила

Клины — историческое место в Износковском районе Калужской области, ранее деревня. Запустела в конце XX веке, сейчас именуется урочищем. Находится у дороги, соединяющей деревни Волынцы и Луткино. Стоит на берегу реки Желонья. Здесь располагается братская могила бойцов 110-й стрелковой дивизии и святой источник в честь иконы Владимирской иконы Божией Матери. 

## История

### XIX век
1812 год, в деревне Клины зарегистрирован святой источник.
1859 год, Клин(Клины) —  владельческое сельцо 2-го стана Медынского уезда, при речке Желанейке. В сельце 15 дворов, 140 крестьян. Сельцо стоит по левую сторону тракта Медынь-Гжатск.
1897 год,согласно «Списку населённых мест Калужской губернии» деревня Клины относилась к Кузовской волости Медынского уезда. В деревне проживало 186 жителей.

### 1942 год
28 января 24-й отдельный лыжный батальон при 110-стрелковой дивизии 33 Армии патрулирует район Тросна-Клины, занятые противником. Из этих деревень немцы заблокировали дорогу Шанский завод-Износки миномётным и пулемётным огнём
В ночь на 30 января батальон наступает на Клины с юга и юго-востока. Атака окончилась неудачно, батальон отошёл на исходные позиции,  в засаде погибло более 100 бойцов, расстрелянных пулемётным огнём с чердака жилого дома.
03 февраля 1942 года в районе Тросна-Клины ведёт бои 222 стрелковая дивизия.
Всего под Клинами обнаружены и перезахоронены останки 92 бойцов 24-го отдельного лыжного батальона. В июле 2013 года объединенной группой поисковых отрядов были найдены и захоронены в братскую могилу 40 бойцов, также были найдены три медальона. В августе 2013 года  был прочитан один из медальонов.  Он принадлежал красноармейцу Виноградову Сергею Федоровичу, 1919 года рождения, родившегося в  деревне Юрино Калининской области В июле 2015 года было перезахоронено ещё 52 бойца.
После освобождения Клинов, тут располагался военно-полевой госпиталь дивизии.

### XXI век
2010 год, 8 сентября  источник был обнаружен вновь, расчищен, проведён ритуал освящения, установлен крест и икона Владимирской Божией Матери, чуть позже построена купель.
2015 год, источник в Клинах посетил архиепископ Песоченский и Юхновский Максимилиан.
2016 год, в ноябре освящена деревянная церковь в честь святых равноапостольных Константина и Елены.
2017 год, в апреле жители Износковского района выступили с инициативой возродить деревню на месте урочища. 18 апреля на заседании комитета по экономической политике Калужской области, был поддержан поддержали законопроект об образовании нового населённого пункта – деревни Новые Клины в Износковском районе.
Законом Калужской области от 27 апреля 2017 г. N 193-ОЗ «Об образовании нового населённого пункта в Износковском районе Калужской области»  предписывается образовать на территории Износковского района Калужской области на территории муниципального образования сельское поселение «Деревня Ореховня»новый населённый пункт — деревню «Новые Клины». Распоряжением правительства Российской Федерации №2145-р от 03.10.2017 года присвоено наименование "Новые Клины"